# Programme de Heidelberg
Le programme de Heidelberg (Heidelberger Programm) est le programme qui servit de ligne politique au SPD de 1925 à 1959, après le programme de Görlitz (1921-1925) et avant le programme de Bad Godesberg  (1959 - 1989).
Le programme de Heidelberg avait été annoncé lors du congrès du parti qui a eu lieu du 13 au 18 septembre 1925 et détermina la ligne de politique extérieure du parti.